# 地狱男爵
地狱男爵（英語：Hellboy），是由美國黑馬漫畫公司的漫畫家麥克·米紐拉（Mike Mignola）所創造的超級英雄虚構角色。

## 人物介紹

### 外貌與性格
原名Anung Un Rama的地獄怪客，是由德國納粹黨的神秘科學家所召喚而出現在人間，初期出生時外形與一般人類嬰兒無異。被同盟國軍隊拯救後由美國的超自然调查防御署（簡稱：BPRD）所收養照顧及訓練。長大後卻極像邪惡魔鬼，身形高大，皮膚紅色，長有尾巴，並有犄角長在額頭上，最特別是一隻堅硬無比的巨型右手。雖然性格粗野不拘小節，外貌兇惡，但有一顆正義仁慈的心。與人類一樣喜歡吃煎餅，吸食雪茄及喝啤酒。地獄怪客與其它在BPRD中的奇怪生物一起工作及戰鬥，並自稱為「世界上最了不起的超自然事件調查員」。

### 身世與經歷
地獄怪客在第二次世界大戰結束前的數月，被德國納粹黨所委派的Grigori Rasputin在英國蘇格蘭的近岸小型島嶼上被召唤出來的奇特人形生物，同盟國籍此扭轉戰局並戰勝德國。1944年12月23日在英國Bromwich東部，被戰火破壞的教堂內，地獄怪客出現在火球中。地獄怪客證明自己並不是邪惡魔鬼，而是外形像人類的奇特生物（紅色皮膚，長犄角、尾巴和一只大石右手）──因此由Trevor Bruttenholm教授給他地獄小子這個名字。
 
美國軍方將他帶到新墨西哥州某處空軍基地，在此處由美國陸軍和所培育，成為一位特工人員致力與隱密威脅交戰。1952 年他由聯合國授予了人類的身分。長大成人的地獄小子成為了BPRD主要成員。伴隨並肩作戰的有幾位其它人類和類人。在原作中，地獄怪客從童年開始便有人類朋友，為了讓自己更能融入人類社會中，親手鋸斷自己頭上的角。

### 親生父母
他的父親是地獄公爵阿撒茲勒，母親是一名叫莎拉‧休斯的女巫同時家族的血脈是莫德雷德，但在晚年時開始後悔自己的行為，並命令已成為神職人員的孩子在她死後將棺材用鎖鍊綁住並不斷地祈禱，但在下葬之夜那天，阿撒茲勒還是將她帶到地獄並燒死她的孩子，在地獄之中，她生下地獄怪客不久便被火焰吞沒，接著阿撒茲勒切斷地獄怪客的右手並接上毀滅之右手，當其他惡魔親王發現他的行為時，想試圖去阻止但地獄怪客還是被阿撒茲勒送走或著是被拉斯普丁召喚到人間，最後，阿撒茲勒被剝奪權力並被冰封到永遠無法破除的寒冰中直到永遠。

## 相關角色
- Trevor Bruttenholm：地獄怪客的養父；
- Abe Sapien：兩棲類人動物（ichthyo sapien）；
- Liz Sherman：聖火(Vril)傳人；
- Roger：異常巨大的人工生命體。
- Kate Corrigan：民俗、歷史學教授；
- Edward Grey：英國獵巫人；

## 戀人和與其他女性角色的關係

### Alice Monaghan
原作中地獄怪客的戀人，當地獄怪客在英格蘭中與龍族同歸於盡之後，他死前所滴下的血淨化了英格蘭並誕生出新的世界樹，她繼承前任妖精女王麥布的王冠，並負責照護成為庇護所的一部份舊英格蘭的土地。在英格蘭正式毀滅之前，她將地獄怪客的死訊告知給來到英格蘭尋找地獄怪客的凱特，並且希望凱特能夠留下來躲避滅世，但最終凱特為了對自己職務負責到底而選擇拒絕。在完結篇中她在庇護所和其他妖精見證著最終戰，並知道它們最終回不來。

### 西班牙新娘
他過去曾在墨西哥中有一位西班牙前妻，但在新婚的第二天早上就離婚，並殺死變成怪物的她，她死後便是在地獄徘徊著，當地獄怪客來到地獄時，她目睹著其他惡魔貴族聽聞後因恐懼而逃離萬魔殿，最後西班牙前妻選擇留下，當地獄怪客來到萬魔殿時，她假扮成別人並從中誘使地獄怪客將撒旦刺殺，再加上由於地獄怪客拒絕繼承王位，導致地獄逐漸走向毀滅，後面她從一群惡魔士兵手中救下地獄怪客，她收下地獄怪客的父親的戒指，同時將自己生前的結婚戒指留給地獄怪客以作為紀念之後，便選擇隱藏身份遠走高飛，臨走前提醒地獄怪客若想要獲得新生，則他必須親自了結因他而挑起的事端，這句話促使地獄怪客最終使用他父親血脈的力量殺死殘餘的地獄貴族。

## 主要對手

### Hecate
三界女神、女巫之神，也是吸血鬼的創造者。讓初代人類帝國殞落的罪魁禍首。她在與地獄怪客的搏鬥之中，被打落到城堡外，最後死於陽光的照射下，她目前附身在拉斯普丁的忠誠信徒伊爾莎的屍體上，她表示她的命運早已和地獄怪客交織在一起，等到末日來臨時，地獄怪客會再度喚醒她，當諸神的黃昏的到來時，他們將一同活下來統治新世界或是同歸於盡，她嘲笑著拉斯普丁數多次的失敗並表示要釋放混沌七神唯有地獄怪客的毀滅之右手，最後將拉斯普丁的靈魂消滅﹐而拉斯普丁殘餘的靈魂碎片被芭芭雅加保留﹐之後被丟到地獄深處。在結局中她和地獄怪客一同見證末世和舊世界人類的生存，之後，地獄怪客進入鐵處女，最後赫卡蒂說出地獄怪客的真名來宣告著舊世界的毀滅和新世界的誕生。而地獄怪客的血從鐵處女流出成為重塑地表世界的一部份。

## 其他媒體

### 電影
- 《地獄怪客》：2004年電影，由吉勒摩·戴托羅執導，朗·帕爾曼主演地獄怪客。
- 《地獄怪客2：金甲軍團》：2008年電影，《地獄怪客》（2004年）的續集。同由吉勒摩·戴托羅執導，朗·帕爾曼主演地獄怪客。
- 已取消的續集：《地獄怪客2：金甲軍團》原本計劃推出續集，同由吉勒摩·戴托羅執導，朗·帕爾曼主演地獄怪客。2017年，由於電影資金上的困難，使得該續集被取消。
- 《地獄怪客：血后的崛起》：重啟電影，由尼爾·馬歇爾執導，大衛·哈伯主演地獄怪客。
- 《地獄怪客：歪曲人的詛咒》：二度重啟電影，布萊恩·泰勒執導，傑克·凱西（英语：Jack Kesy）主演地獄怪客。

### 動畫
地獄怪客的動畫電影《烈風幻影劍》和《血與鐵》分別於2006年和2007年在卡通頻道播出，後發行DVD。

### 電子遊戲
- 《地獄怪客：惡魔科學（英语：Hellboy: The Science of Evil）》：2008年遊戲。
- 《超級英雄：武力對決2》：作為DLC追加角色登場，由麥克-李昂·伍德利（英语：Michael-Leon Wooley）配音。

## 經歷年表
- 1944 蘇格蘭：地獄小子降世。
- 1952 ：地獄小子由聯合國授予為人類身分及成為 B.P.R.D.的外勤人員。
- 1954 英國：Osiris Club（敬拜古埃及冥神之神秘會社）請求地獄小子為其剷除聖里安納虫—一種類鰐怪物。這場戰鬥測試了他的實力。
- 1957 印度：地獄小子處理人狼事件。
- 1959 新幾內亞：地獄小子處理另一次人狼事件。
- 1961 愛爾蘭: 地獄小子捕捉到穿鐵鞋的魔鬼, 再把它的鞋子交給他的父親邁克（鐵鞋子）。
- 1961 康涅狄格州: 地獄小子和他的父親完成了一次秘密任務。
- 1967 日本京都: 地獄小子旅行到了日本，處理了一次名為抜首的任務。
- 1969, 蘇格蘭Lochmaben:
- 1979, 波特蘭, 俄勒岡州:
- 1982, 約克郡, 英格蘭:
- 1982, 印度:
- 1989, 英格蘭:
- 1990, Anonta, 安大略湖:
- 1991, 紐約長島:
- 1992, 英格蘭倫敦:
- 1992, 不列顛哥倫比亞省歐肯納根湖:
- 1993, 紐約, Africa:
- 1994: The Cavendish Hall affair.
- 1994, Griart, 巴爾幹半島:
- 1997, Romania:
- 1998, SpainLizarza:
- 1999, Druggan Hill, England/Lockmaben, Scotland:
- 2001, Austria:
- 2004, Africa:
- 2006: 不明島嶼

### 角色扮演遊戲
地狱小子的原始資料集和角色扮演遊戲，均由史蒂夫-傑克遜遊戲公司出版，並沿用泛用无界角色扮演系统系統。

### 畫集
- Mignola, Mike (March 2003)The Art of Hellboy (ed. Scott Allie) Milwaukie: Dark Horse Books ISBN 1-56971-910-1

### 插圖小說
1. Mignola, Mike Hellboy: Seed of Destruction (ed. Barbara Kesel with Scott Allie, Plot by Mike Mignola, Script by John Byrne) Third Edition: November 2003 Milwaukie: Dark Horse Books ISBN 1-59307-094-2
2. Mignola, Mike Hellboy: Wake the Devil (ed. Scott Allie, colors by James Sinclair, separations by Dave Stewart, letters by Pat Brosseau) Second Edition: November 2003 Milwaukie: Dark Horse Books ISBN 1-59307-095-0
3. Mignola, Mike Hellboy: The Chained Coffin and Others (ed. Scott Allie, colors by Dave Stewart, letters by Pat Brosseau) Second Edition: November 2003 Milwaukie: Dark Horse Books ISBN 1-59307-091-8
4. Mignola, Mike Hellboy: The Right Hand of Doom (ed. Scott Allie, colors by Dave Stewart, letters by Pat Brosseau) Second Edition: November 2003 Milwaukie: Dark Horse Books ISBN 1-59307-093-4
5. Mignola, Mike Hellboy: Conqueror Worm (ed. Scott Allie, colors by Dave Stewart, letters by Pat Brosseau) Second Edition: November 2003 Milwaukie: Dark Horse Books ISBN 1-59307-092-6
6. Mignola, Mike Hellboy: Strange Places First Edition: April 2006 Milwaukie: Dark Horse Books ISBN 1-59307-475-1

- B.P.R.D.: Hollow Earth and Other Stories
- B.P.R.D.: The Soul of Venice and Other Stories
- B.P.R.D.: Plague of Frogs
- B.P.R.D.: The Dead
- B.P.R.D.: The Black Flame

### 其他合訂本
- Hellboy: Weird Tales Vol. 1 (cover by Mike Mignola)
- Hellboy: Weird Tales Vol. 2 (cover by Mike Mignola)
- Ghost/Hellboy Special (story, cover and layout by Mike Mignola)
- Savage Dragon/Hellboy (collects Savage Dragon #34-35, cover by Mike Mignola)

## 外部連結
- Hellboy official site
- Website for the Hellboy videogame
- Hellboy film official site（页面存档备份，存于）
- 互联网电影数据库（IMDb）上《Hellboy》的资料（英文）
- Hellboy Animated Series Production Diary（页面存档备份，存于）
- Movie Review - Mark Sells, The Oregon Herald
- 爛番茄上《Hellboy》的資料（英文）
- The Doug Jones Experience - Doug Jones as Abe Sapien（页面存档备份，存于）
- Hellboy Sourcebook and Roleplaying Game ISBN 1-55634-654-9